# Elaphoglossum ornatiforme
Elaphoglossum ornatiforme är en träjonväxtart som beskrevs av John T. Mickel. Elaphoglossum ornatiforme ingår i släktet Elaphoglossum och familjen Dryopteridaceae. Inga underarter finns listade.